# Hierosaurus sternbergi
Lo hierosauro (Hierosaurus sternbergi) è un dinosauro erbivoro appartenente agli anchilosauri, o dinosauri corazzati. Visse nel Cretacico superiore (Coniaciano, circa 88 milioni di anni fa) e i suoi resti fossili sono stati ritrovati in Nordamerica (Kansas).

## Classificazione
Noto solamente per frammenti di armatura, questo dinosauro è stato descritto per la prima volta da Wieland nel 1909; lo studioso stabilì il genere Hierosaurus sulla base di placche dermiche caratterizzate dalla presenza di profondi e larghi solchi presenti sugli osteodermi rinvenuti. I resti di Hierosaurus (il cui nome significa "lucertola sacra") sono stati rinvenuti nella formazione Niobrara nel Kansas occidentale, che ha restituito i fossili di numerosi rettili marini. A quel tempo il Kansas era infatti occupato da un braccio di mare interno al Nordamerica.
Hierosaurus è stato attribuito alla famiglia dei nodosauridi, un gruppo di anchilosauri dotati di spine lungo i fianchi e sprovvisti di mazza caudale. Dopo la descrizione iniziale, Hierosaurus è stato posto in sinonimia con il genere Nodosaurus, noto attraverso resti un po' più completi provenienti dal Wyoming; in ogni caso, Nodosaurus è stato ritrovato in sedimenti più antichi (Cenomaniano, circa 95 milioni di anni fa) ed è improbabile che fosse identico a Hierosaurus. Un altro nodosauride vissuto in Kansas più o meno nello stesso periodo è Niobrarasaurus, i cui resti furono inizialmente attribuiti proprio a una nuova specie di Hierosaurus (H. coleii). Attualmente Hierosaurus è considerato un nodosauride di dubbia identità a causa dell'estrema frammentarietà dei fossili.